# Чемпіонат світу з трекових велоперегонів 2017
Чемпіонат світу з трекових велоперегонів 2017 року пройшов у Гонконгу з 12 по 16 квітня під егідою UCI. Останній чемпіонат, що проходив в Азії, припадає на 1990 рік - чемпіонат світу в японському місті Маебасі.
Перемогу в загальнокомандному заліку здобула збірна Австралії, яка завоювала 3 золотих, 5 срібних і 3 бронзових нагороди. Також по 3 золоті медалі виграли спортсмени Франції та Росії. Переможниця минулої світової першості збірна Великої Британії завоювала відразу на 3 золоті медалі менше, ніж минулого року, багато в чому це було пов'язано з відсутністю на чемпіонаті лідерів збірної Джейсона і Лори Кенні.
Відразу чотири спортсмени (Бенжамен Тома, Крістіна Фоґель, Дар'я Шмельова і Хлої Дігерт) за підсумками світової першості змогли завоювати по дві золоті медалі, при цьому на рахунку німецької велогонщиці ще й бронза в командному спринті.

## Графік змагань
Графік змагань представлено в таблиці:
|  | Попередні змагання | F | Фінал |

| Дата →                             | Сер 12 | Сер 12   | Чет 13 | Чет 13 | П'я 14       | П'я 14 | Суб 15 | Суб 15 | Нед 16 | Нед 16 |
| Дисципліна ↓                       | Р      | В        | Р      | В      | Р            | В      | Р      | В      | Р      | В      |
| ---------------------------------- | ------ | -------- | ------ | ------ | ------------ | ------ | ------ | ------ | ------ | ------ |
| Гіт на 1 км                        |        |          |        |        |              |        |        |        | Q      | F      |
| Індивідуальна гонка переслідування |        |          |        |        | Q            | F      |        |        |        |        |
| Кейрін                             |        |          | R1, R  | R2, F  |              |        |        |        |        |        |
| Омніум                             |        |          |        |        |              |        | SR, TR | ER, PR |        |        |
| Гонка за очками                    |        |          |        |        |              | F      |        |        |        |        |
| Скретч                             |        |          |        | F      |              |        |        |        |        |        |
| Спринт                             |        |          |        |        | Q, 1/16, 1/8 |        | QF     | SF, F  |        |        |
| Командна гонка переслідування      | Q      | R1       |        | F      |              |        |        |        |        |        |
| Командний спринт                   |        | Q, R1, F |        |        |              |        |        |        |        |        |
| Медісон                            |        |          |        |        |              |        |        |        |        | F      |

| Дата →                             | Сер 12 | Сер 12   | Чет 13       | Чет 13 | П'я 14 | П'я 14 | Суб 15 | Суб 15 | Нед 16 | Нед 16 |  |
| Дисципліна ↓                       | Р      | В        | Р            | В      | Р      | В      | Р      | В      | Р      | В      |  |
| ---------------------------------- | ------ | -------- | ------------ | ------ | ------ | ------ | ------ | ------ | ------ | ------ |  |
| Гіт на 500 м                       |        |          |              |        |        |        | Q      | F      |        |        |  |
| Індивідуальна гонка переслідування |        |          |              |        |        |        | Q      | F      |        |        |  |
| Кейрін                             |        |          |              |        |        |        |        |        | R1, R  | R2, F  |  |
| Омніум                             |        |          |              |        | SR, TR | ER, PR |        |        |        |        |  |
| Гонка за очками                    |        |          |              |        |        |        |        |        |        | F      |  |
| Скретч                             |        | F        |              |        |        |        |        |        |        |        |  |
| Спринт                             |        |          | Q, 1/16, 1/8 | QF     |        | SF, F  |        |        |        |        |  |
| Командна гонка переслідування      | Q      |          |              | R1, F  |        |        |        |        |        |        |  |
| Командний спринт                   |        | Q, R1, F |              |        |        |        |        |        |        |        |  |
| Медісон                            |        |          |              |        |        |        |        | F      |        |        |  |

## Медалі

### Загальний медальний залік
| Місце | Країна          | Золото | Срібло | Бронза | Загалом |
| ----- | --------------- | ------ | ------ | ------ | ------- |
| 1     | Австралія       | 3      | 5      | 3      | 11      |
| 2     | Франція         | 3      | 1      | 1      | 5       |
| 3     | Росія           | 3      | 0      | 1      | 4       |
| 4     | Німеччина       | 2      | 2      | 1      | 5       |
| 4     | Велика Британія | 2      | 2      | 1      | 5       |
| 6     | США             | 2      | 1      | 1      | 4       |
| 7     | Нова Зеландія   | 1      | 2      | 2      | 5       |
| 8     | Бельгія         | 1      | 1      | 3      | 5       |
| 9     | Італія          | 1      | 1      | 1      | 3       |
| 10    | Польща          | 1      | 0      | 1      | 2       |
| 11    | Малайзія        | 1      | 0      | 0      | 1       |
| 12    | Нідерланди      | 0      | 3      | 1      | 4       |
| 13    | Колумбія        | 0      | 2      | 0      | 2       |
| 14    | Чехія           | 0      | 1      | 1      | 2       |
| 15    | Гонконг         | 0      | 0      | 1      | 1       |
| 15    | Іспанія         | 0      | 0      | 1      | 1       |
| Total | Total           | 20     | 21     | 19     | 60      |

### Медалісти
| Чоловічі дисципліни                       |                                                                                             |                                                                                        |                                                                                       |
| Спринт                                    | Денис Дмітрієв Росія                                                                        | Гаррі Лаврейсен Нідерланди                                                             | Етан Мітчелл Нова Зеландія                                                            |
| Гіт на 1 км[NoOly]                        | Франсуа Перві Франція                                                                       | Томас Бабек Чехія Квентін Лафарг Франція                                               | Ніхто не отримував                                                                    |
| Індивідуальна гонка переслідування[NoOly] | Джордан Кербі Австралія                                                                     | Філіппо Ганна Італія                                                                   | Келланд О'Браєн Австралія                                                             |
| Командна гонка переслідування             | Австралія Сем Велсфорд Камерон Меєр Александер Портер Нік Яллуріс Келланд О'Браєн Роан Вайт | Нова Зеландія Реган Гоф Пітер Буллінг Ділан Кеннетт Ніколас Кергозу                    | Італія Сімоне Консонні Ліам Бертаццо Філіппо Ганна Франческо Ламон Мікеле Скартецціні |
| Командний спринт                          | Нова Зеландія Етан Мітчелл Сем Вебстер Едвард Докінс                                        | Нідерланди Джефрі Хогланд Гаррі Лаврейсен Маттейс Бюхлі Тео Бос Нільс ван 'т Гундердал | Франція Бенжамен Еделін Себастьян Віжьє Квентін Лафарг Франсуа Перві                  |
| Кейрін                                    | Азізуласні Аванг Малайзія                                                                   | Фабіан Ернандо Пуерта Сапата Колумбія                                                  | Томас Бабек Чехія                                                                     |
| Скретч[OlyOm]                             | Адріан Текліньський Польща                                                                  | Лукас Лісс Німеччина                                                                   | Крістофер Летем Велика Британія                                                       |
| Гонка за очками[OlyOm]                    | Камерон Меєр Австралія                                                                      | Кенні Де Кетеле Бельгія                                                                | Войцех Пщоларський Польща                                                             |
| Медісон                                   | Франція Морган Кнайскі Бенжамін Томас                                                       | Австралія Камерон Меєр Каллум Скотсон                                                  | Бельгія Морено Де Паув Кенні Де Кетеле                                                |
| Омніум                                    | Бенжамін Томас Франція                                                                      | Аарон Гейт Нова Зеландія                                                               | Альберт Торрес Іспанія                                                                |
| Жіночі дисципліни                         |                                                                                             |                                                                                        |                                                                                       |
| Спринт                                    | Крістіна Фоґель Німеччина                                                                   | Стефані Мортон Австралія                                                               | Лі Хвейші Гонконг                                                                     |
| Гіт на 500 м[NoOly]                       | Дарія Шмельова Росія                                                                        | Міріам Вельте Німеччина                                                                | Анастасія Войнова Росія                                                               |
| Індивідуальна гонка переслідування[NoOly] | Хлоя Дагерт США                                                                             | Ешлі Анкудінов Австралія                                                               | Келлі Кетлін США                                                                      |
| Командна гонка переслідування             | США Келлі Кетлін Хлоя Дагерт Кімберлі Ґейст Дженіфер Валенте                                | Австралія Емі Кюр Ешлі Анкудінов Александра Менлі Ребекка Вайсак                       | Нова Зеландія Ракель Шит Рашлі Бюкенен Кірсті Джеймс Джеймі Нільсен Мікаела Драммонд  |
| Командний спринт                          | Росія Дарія Шмельова Анастасія Войнова                                                      | Австралія Каарле Маккалох Стефані Мортон                                               | Німеччина Міріам Вельте Крістіна Фоґель                                               |
| Кейрін                                    | Крістіна Фоґель Німеччина                                                                   | Марта Байона Колумбія                                                                  | Нікі Дегренделе Бельгія                                                               |
| Скретч[OlyOm]                             | Ракеле Барб'єрі Італія                                                                      | Елінор Баркер Велика Британія                                                          | Жольєн Д'Ор Бельгія                                                                   |
| Гонка за очками[OlyOm]                    | Елінор Баркер Велика Британія                                                               | Сара Гаммер США                                                                        | Кірстен Вілд Нідерланди                                                               |
| Медісон                                   | Бельгія Лотте Копецкі Жольєн Д'Ор                                                           | Велика Британія Елінор Баркер Емілі Нелсон                                             | Австралія Емі Кюр Александра Менлі                                                    |
| Омніум                                    | Кеті Арчибальд Велика Британія                                                              | Кірстен Вілд Нідерланди                                                                | Емі Кюр Австралія                                                                     |

### Нотатки
- Велогонщики, яких позначено прописом не брали участі в медальних фіналах.
- O  Була в програмі Олімпійських ігор лише в рамках омніуму.
- N  Не було в програмі Олімпійських ігор.